# Eldoret
Eldoret er en by i den vestlige del af Kenya med et indbyggertal på cirka 289.380 (2009). Byen er hovedstad i distriktet Uasin Gishu, og er en af de hurtigst voksende byer i Kenya. 